# 門多薩 (拉喬雷拉區)
門多薩（西班牙語：Mendoza），是巴拿馬的城鎮，位於該國中東部，由西巴拿馬省的拉喬雷拉區負責管轄，面積58.5平方公里，海拔高度120米，2010年人口1,233，人口密度每平方公里21.1人。